# 웨스트빌리지

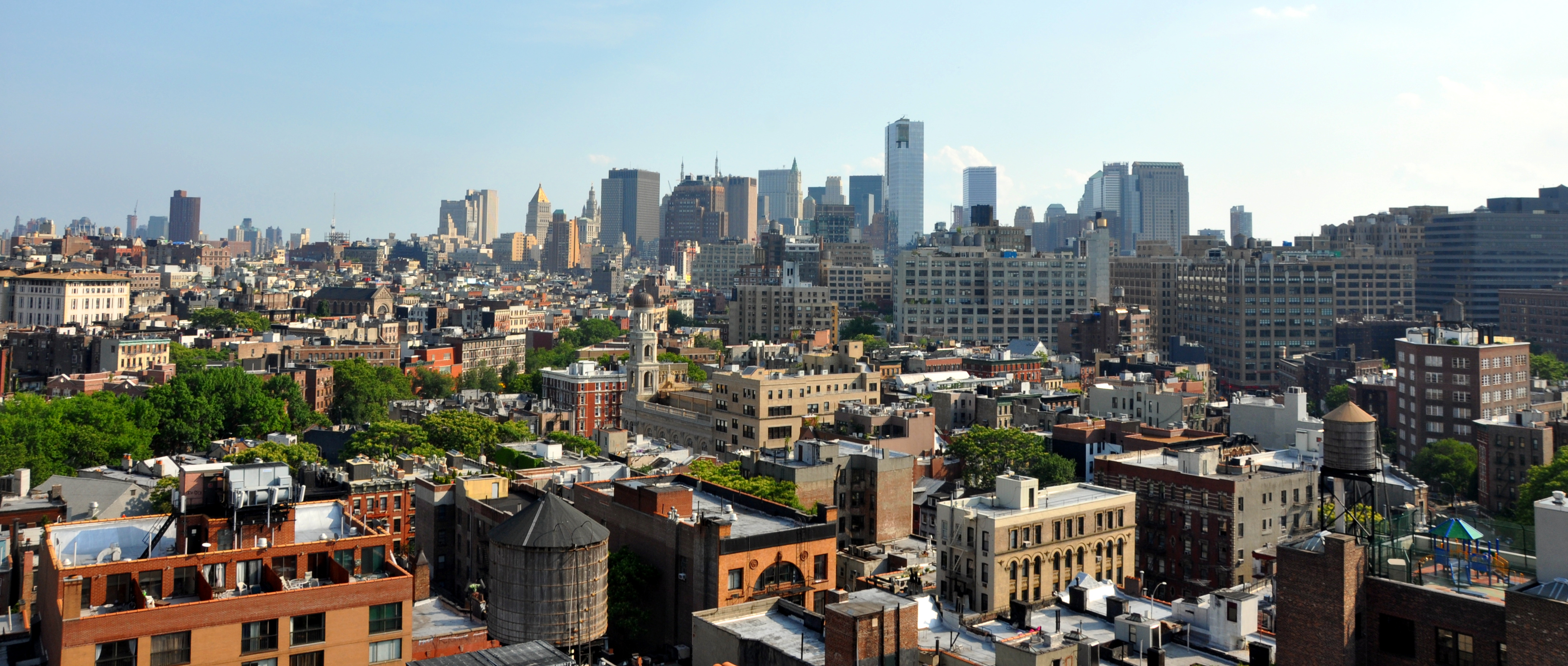

웨스트빌리지(West Village)는 그리니치빌리지의 서쪽 지역을 말한다.